# Zeta Fornacis
Zeta Fornacis (65 Fornacis) é uma estrela binária na direção da constelação de Fornax. Possui uma ascensão reta de 02h 59m 36.07s e uma declinação de −25° 16′ 27.6″. Sua magnitude aparente é igual a 5.69. Considerando sua distância de 105 anos-luz em relação à Terra, sua magnitude absoluta é igual a 3.14. Pertence à classe espectral F3V.